# The Urbz: Sims in the City
The Urbz: Sims in the City è un videogioco per PlayStation 2, Nintendo Gamecube e Xbox. Il gioco è stato distribuito anche per le piattaforme portatili Game Boy Advance e Nintendo DS. È il terzo gioco The Sims per console e il secondo non rilasciato per il PC.
All'inizio del videogioco crei il personaggio, un semplice e sconosciuto cittadino il cui obiettivo sarà quello di diventare la persona più conosciuta e stimata della città. Il gioco infatti prevede un lungo percorso attraverso vari quartieri della città, nei quali bisogna socializzare con le persone che vi abitano, adeguandosi allo stile del quartiere e acquistando reputazione, aiutati dai messaggi sul cellulare dell'amico Dario. In ogni quartiere visitato, c'è una stanza con un letto, un armadio come punto di riferimento e una stanza privè dove si fanno feste, dove puoi accedere solo dopo aver guadagnato abbastanza reputazione. 
Nel gioco è presente la band dei The Black Eyed Peas, con numerose tracce del gruppo.